# Госпиталь Сима
Госпиталь Сима (яп. 島病院 Сима бё:ин) — больница в Хиросиме, в Японии, разрушенная во время атомной бомбардировки города 6 августа 1945 года. На это медицинское учреждение пришёлся эпицентр взрыва атомной бомбы.

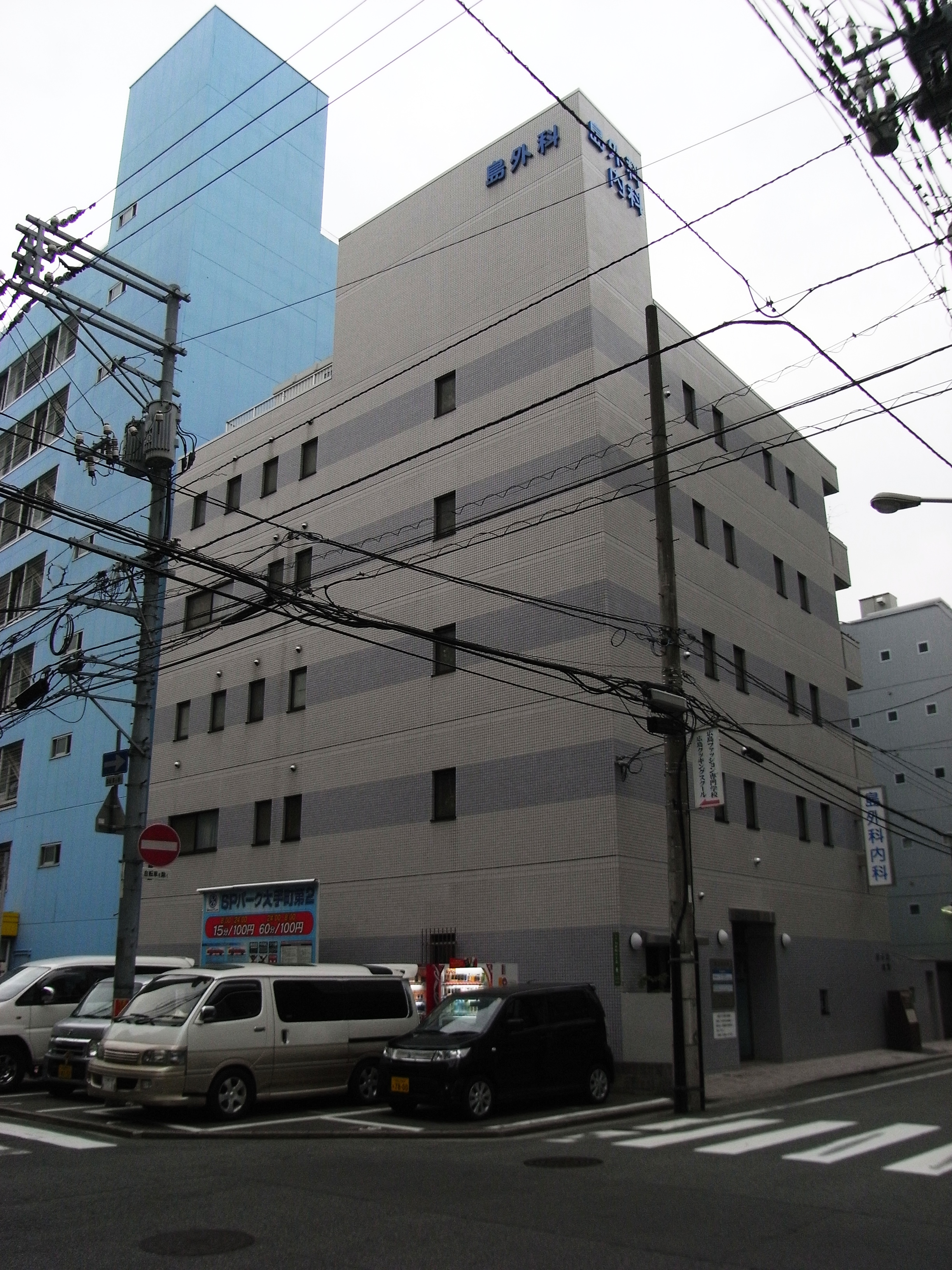
Современное здание госпиталя Сима

В 1948 году доктор Каору Сима отстроил больницу заново. Госпиталь функционирует по сей день под названием «Сима гэка найка» (яп. 島外科内科, «Хирургический и терапевтический госпиталь Сима»). В больнице есть хирургическое, ортопедическое, терапевтическое и гастроэнтерологическое отделения. Прямо перед зданием госпиталя находится памятник, отмечающий эпицентр взрыва атомной бомбы над Хиросимой.

## Основание
Начиная с конца XVIII века семья Сима занималась медицинской практикой в Хиросиме. Доказательство тому можно найти на карте, датируемой примерно 1780 годом, на которой указана резиденция семьи Сима, место будущего госпиталя, основанного доктором Каору Симой.
Доктор Каору Сима (1897—1977) окончил Осакскую медицинскую школу (ныне медицинский факультет Осакского университета) и стал врачом. По завершении образования он предпринял путешествие по Европе и Северной Америке, во время которого продолжил свои медицинские исследования.
Изучив новейшие методики в области медицины и хирургии и приобретя репутацию блестящего хирурга, он был приглашён преподавателем медицины в Осакский имперский университет (ныне Осакский университет), но предпочёл остаться в практикующим врачом в Хиросиме.
31 августа 1933 года в Хиросиме им был основан госпиталь Сима. Вначале это было двухэтажное кирпичное здание с укреплёнными стенами и современным дизайном. Каору Сима ввел в клинике рациональные концепцию управления медицинским учреждением, с которой он познакомился в США. Вскоре больница приобрела репутацию недорогой клиники с высоким уровнем лечения.

## Атомная бомбардировка

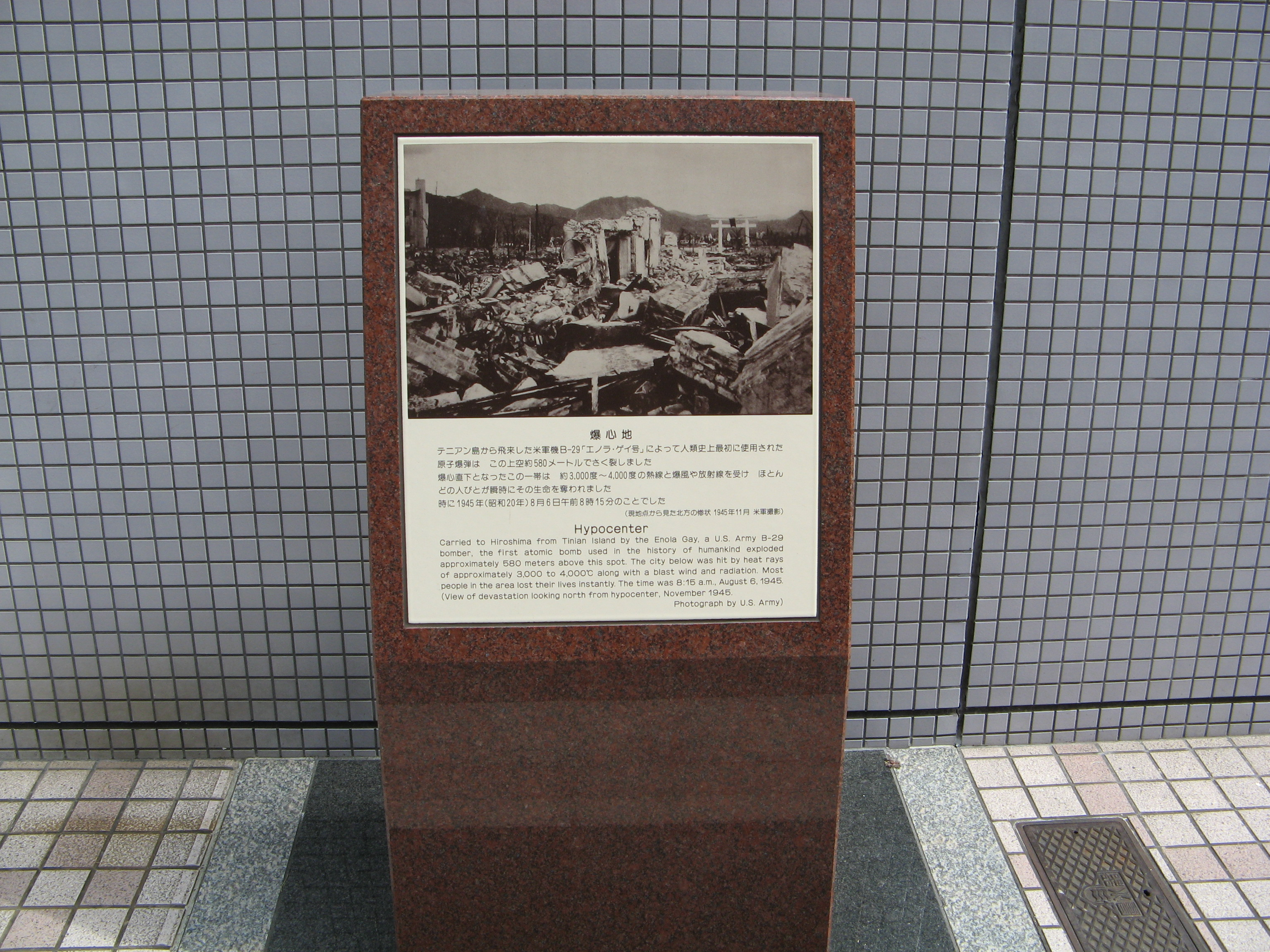
Памятник на месте эпицентра атомного взрыва

6 августа 1945 года госпиталь Сима был полностью разрушен в результате атомной бомбардировки Хиросимы. Бомба взорвалась прямо над зданием, и взрыв был направлен вниз. Больница стала эпицентром атомной бомбардировки Хиросимы. Весь медицинский персонал и стационарные больные, находившиеся в клинике, около 80 человек, умерли мгновенно. Во время взрыва Каору Сима находился в соседнем городе, где помогал коллеге с трудной операцией. Таким образом, он и помогавшие ему медсестры оказались единственными выжившими сотрудниками госпиталя.
Доктор Каору Сима вернулся в Хиросиму ночью 6 августа и сразу приступил к оказанию помощи раненым. 7 августа на пепелище, оставшимся от его клиники, он нашёл хирургические инструменты, которые когда-то приобрёл в США, всё, что сохранилось после взрыва. Каору Сима и медсестры обнаружили большое количество обуглившихся человеческих костей, некоторые трупы скелетировались сразу после взрыва.
Заимствовавший многое в медицинской практике из американской медицинской школы, Каору Сима был противником войны между Японией и США, за что мог быть убит специальной политической полицией.
Его сын был эвакуирован из города 6 августа 1945 года и выжил. Он также стал врачом, а позже возглавил отстроенный заново отцом госпиталь.

## Восстановление
Сразу после окончания войны Каору Сима стал заново отстраивать клинику на прежнем месте. Новая больница открылась для лечения в 1948 году. На церемонии открытия госпиталя его основатель сказал: «Моя новая больница посвящается миру и заботе о неимущих и бедных».
В 1990-е годы больница была уменьшена. Тогда же изменилось название госпиталя на «Сима гэка». 1 августа 2009 года, название клиники снова изменили на «Сима гэка найка». Сын Каору Симы подал в отставку и стал почётным директором. В настоящее время директором клиники является внук Каору Симы, сохраняющий идеалы и дух своего деда.
Сегодня в госпитале, кроме лечения в отделениях, помогают бросить курить, делают прививки, проводят общий медицинский осмотр, делают анализы на рак и предоставляют консультации психологов. Госпиталь сотрудничает с Хиросимским госпиталем Красного Креста и «Больницей переживших атомную бомбардировку».